# Entrata reale

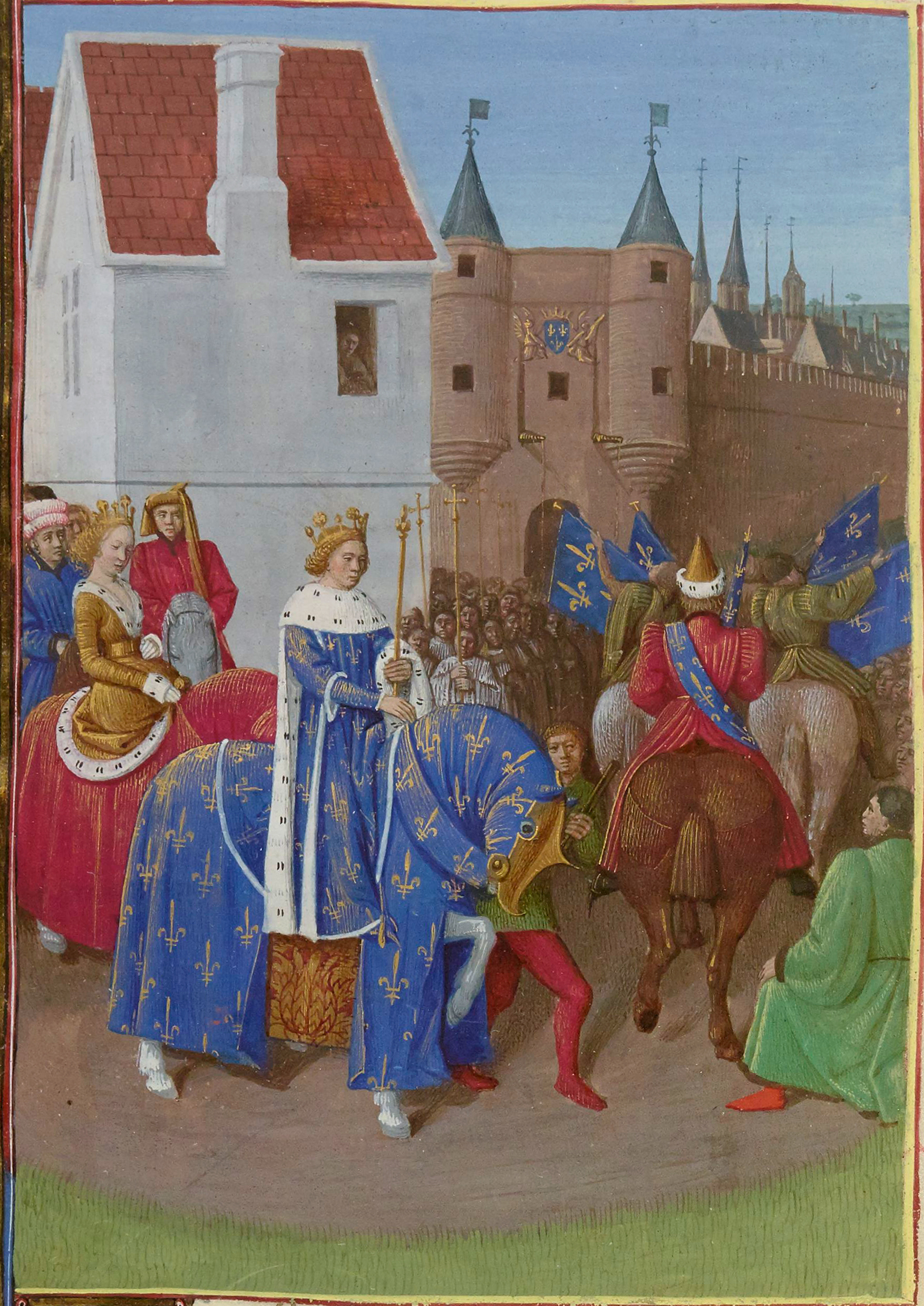
Entrata di Giovanni II di Francia e sua moglie a Parigi dopo la loro incoronazione a Reims nel 1350, manoscritto tardo decorato da Jean Fouquet.

Un'Entrata Reale (conosciuta anche coi nomi di Entrata Trionfale, Ingresso reale e Gioiosa Entrata) consisteva in cerimonie e festività che accompagnavano l'entrata trionfale di un regnante o di un suo rappresentante in una specifica città durante il Medioevo o la prima età moderna in Europa. L'entrata era incentrata su una processione che conduce il principe entrante nella città coi dovuti ed appropriati omaggi da parte delle autorità. Solitamente fa seguito una festa o altre celebrazioni solenni.
L'Entrata è un gesto di lealtà e di fedeltà di una città ad un regnante, con origine antica rintracciabile giù nell'adventus celebrato per gli imperatori romani, entrate formali più frequenti dei trionfi. La prima visita di un monarca era un'occasione importante, ancor di più se era accompagnato dalla novella sposa. Le capitali spesso ospitavano i monarchi in occasione della loro incoronazione, ma queste potevano svolgersi anche in altre città importanti.
Dal tardo Medioevo le entrate divennero occasione di propaganda. L'iconografia sempre più stereotipata accanto a formule convenzionali, venivano gestite con scrupolosa cura da parte della città ospitante e dai rappresentanti del municipio in collaborazione col capitolo della cattedrale, dell'università o di specialisti appositamente convocati in loco. Spesso grandi artisti, scrittori e compositori del periodo venivano chiamati a creare decorazioni temporanee.

## Origini e sviluppo

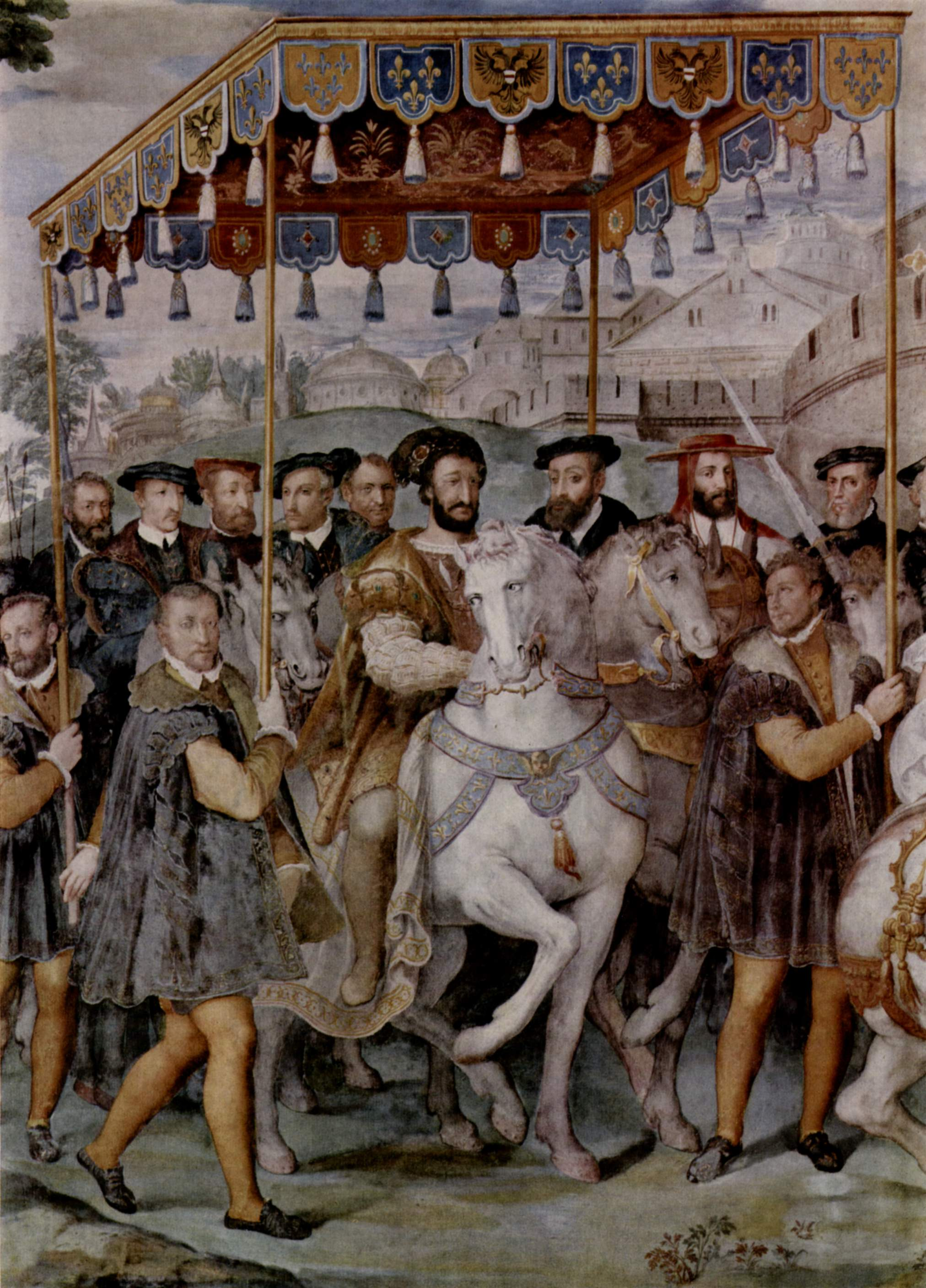
Re Francesco I di Francia, Carlo V ed il cardinale Alessandro Farnese entrano a Parigi sotto un baldacchino nel 1540, affresco di Taddeo Zuccari.

Il racconto contemporaneo di Galbert di Bruges di un disadorno "Gioioso Avvento" del nuovo conte delle Fiandre nella "sua" città di Bruges, nell'aprile del 1127, mostra che nello stadio iniziale di questa tradizione, più che di un'entrata trionfale, si trattava piuttosto di una tregua formale tra potenze rivali di un medesimo territorio o di una città, dove il rientrare in città dei "diritti e doveri" di legge erano sanciti dalla presenza di sante reliquie:
"Il 5 aprile... al far del giorno, il re col suo nuovo conte Guglielmo, marchese delle Fiandre, si portò nella nostra città di Bruges. I cannoni di San Donaziano spararono per accoglierli, mentre le reliquie dei santi e vennero portate ad accogliere il re ed il nuovo conte con una processione solenne. Il 6 aprile... il re ed il conte raccolsero i loro ed i nostri cavalieri coi cittadini e molti fiamminghi nel luogo ove di solito le reliquie sono conservate. Dopo aver chiesto il silenzio, vennero letti i privilegi di San Donato davanti a tutti... Venne anche letta una carta di accordo tra il conte ed i nostri cittadini... Obbligandosi vicendevolmente ad accettare quelle condizioni, il re ed il conte giurarono sulle reliquie dei santi di ascoltare il clero ed il popolo".
La processione di un nuovo papa a Roma era nota col nome di possesso. Un governante con la sua nuova sposa compiva anch'egli un'entrata. L'entrata della regina Isabella di Baviera a Parigi nel 1389 venne descritta dal cronista Froissart. Le entrate di Carlo IX di Francia e della sua regina della casata degli Asburgo, Elisabetta d'Austria a Parigi nel marzo del 1571, divennero memorabili, ma le Guerre di religione in Francia decretarono come inappropriate queste festività sino alla pace che seguì quella di Saint-Germain-en-Laye siglato nell'agosto del 1570.
Sino alla metà del XIV secolo, l'occasione di un ingresso reale venne concepita come "relativamente semplice". Le autorità attendevano il principe ed il suo seguito presso le mura della città e dopo la consegna cerimoniale delle chiavi della città con un breve giuramento o discorso, fermandosi poi ad ammirare dei tableaux vivants come quelli realizzati per l'entrata a Parigi della regina Isabella di Baviera, descritti nel dettaglio dal cronista Froissart, che conducevano per le strade della città, trasformate da colori con drappi e bandiere riccamente decorate o tappeti. A Valladolid nel 1509
il villaggio era così in festa da mostrare tutto il suo splendore con vasi e tappeti lussuosi, al punto che nemmeno Firenze né Venezia avrebbero potuto competere. Tutte le donne più belle erano in mostra [e] tutto era così brillantemente organizzato che io, che sono del posto e non l'ho mai lasciato, quasi non riuscivo a riconoscerlo.
Anche le indicazioni araldiche risultavano fondamentali: a Valladolid nel 1509 tutti i tori presenti nei campi fuori dalla città vennero ricoperti da stoffe con dipinto lo stemma reale e vennero loro attaccate delle campane. Lungo le strade la processione si fermava ripetutamente ad ammirare allegorie viventi accompagnate da declamazioni e da squilli di tromba e colpi di artiglieria a salve. La processione includeva i membri dei tre stati, con la nobiltà ed il patriziato in testa dietro il principe, seguiti dal clero e dai membri delle gilde cittadine. Dalla metà del XIV secolo i membri della gilda iniziarono ad indossare uniformi specifiche ciascuna contraddistinta da un proprio colore e da proprie insegne; a Tournai nel 1464 trecento uomini indossavano abiti di seta ricamati col giglio (il simbolo reale) sul fronte e sul retro, pagati a loro spese. Il principe era solito ripagare gli sforzi di questi preparativi con conferme, concessioni od estensioni di privilegi dati alla città o all'area. Il principe era solito inoltre compiere una visita alla cattedrale o alla chiesa principale e ad incontrarsi con la più alta autorità locale del clero (solitamente un vescovo) e confermare i privilegi del capitolo locale. Qui solitamente si teneva un Te Deum, con musica scritta appositamente per l'occasione.

### La crescita delle elaborazioni

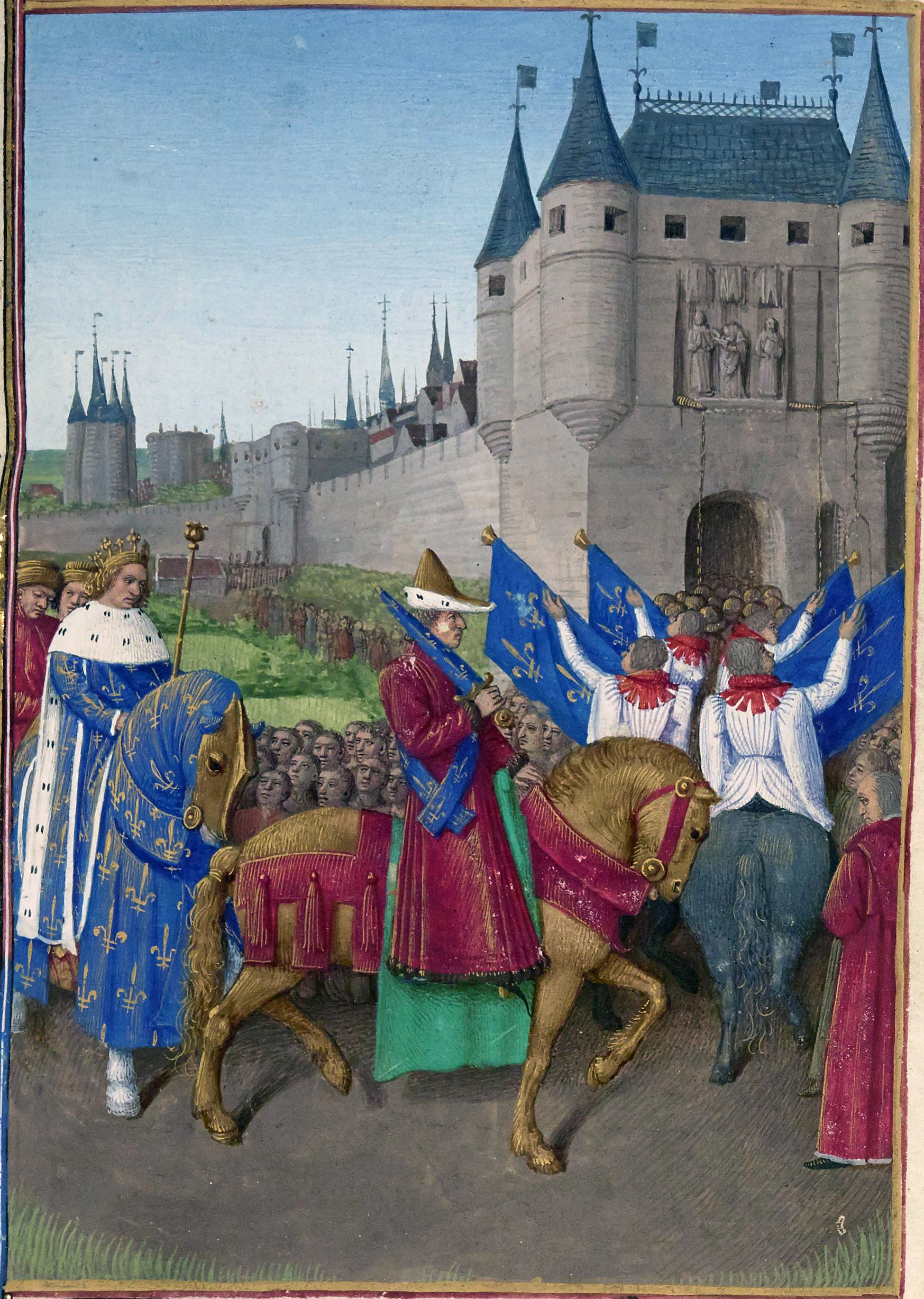
Carlo V di Francia entra a Parigi dopo la sua incoronazione a Rheims nel 1364. Dipinto postumo di Jean Fouquet.

Durante il XIV secolo, con la crescita della cultura di corte e con la presenza della corte di Borgogna in testa a tutte, iniziarono a produrre una serie di momenti elaborati come ad esempio rappresentazioni di battaglie storiche o leggende come veri e propri intrattenimenti durante i festeggiamenti, come pure si iniziarono ad includere dei "tableaux" spesso organizzati dalle gilde (o da comunità di mercanti residenti stabilmente in città). Inizialmente questi erano a tema religioso, ma "gradualmente questi tableaux si svilupparono, tra XV e XVI secolo, in un repertorio di teatri di strada che presentavano varianti di rimarchevole consistenza con un vocabolario iconografico ampio." La Fortuna con la sua ruota, la Fama e il Tempo, le sette Virtù, i Nove Prodi oltre ad altri eroi ed episodi biblici, classici e locali,. Con lo svilupparsi della tradizione, questi divennero ancora più specifici, dapprima evidenziando la legittimazione del principe e dei suoi discendenti, e poi esponendo le sue virtù e le ricompense che queste danno all'uomo giusto e retto, inclusi quelli che egli concede per incoraggiare le città e le province prospere.
La processione poteva fermarsi ad ammirare figure allegoriche, passare a fianco di un albero genealogico o sotto un arco di trionfo temporaneo di stile classico. I festeggiamenti divennero particolarmente spettacolari a partire dalla seconda metà del XVII secolo quando si arricchirono di battaglie navali, balli in maschera, rappresentazioni d'opera e balletti di corte creati appositamente. La corte aveva quindi un ruolo sempre più attivo nelle celebrazioni, sempre con l'intento di ingraziarsi il monarca tramite la sua glorificazione come eroe, lasciandosi alle spalle quasi del tutto la sacralità medievale ed il legame con la religione.
Durante il XVI secolo, a seconda delle differenti aree, il tableau vivant venne rimpiazzato da immagini dipinte o scolpite, anche se continuarono a persistere elementi del teatro di strada. L'entrata nel 1514 di Maria Tudor a Parigi, come nuova sposa di Luigi XII, fu la prima entrata francese ad avere un singolo organizzatore; dieci anni prima, l'entrata di Anna di Bretagna era stata "largamente medievale nello stile", con cinque rappresentazioni dei misteri del Rosario nelle strade del percorso.
Durante la guerra dei cent'anni, l'entrata di Enrico VI d'Inghilterra di appena dieci anni, incoronato re di Francia a Parigi il 2 dicembre 1431, venne rimarcata in pompa magna e con propaganda araldica. Fuori dalla città venne accolto dal sindaco vestito di un houppelande di velluto blu, mentre il suo seguito lo indossava di color viola con berretti rossi, mentre ancora i rappresentanti del Parlamento di Parigi indossavano abiti rossi bordati di pelliccia. Alla Porta di Saint-Denis i membri del seguito del re lo accolsero con i paramenti araldici del sovrano, ovvero con abiti seminati di gigli d'oro su sfondo blu. La processione proseguì su petali di fiori. Alla porta d'ingresso della città, il sovrano venne accolto sotto un baldacchino ricamato con gigli d'oro, mentre egli venne portato su una lettiga supportata da sei addetti vestiti in blu. Lungo le vie della città vi furono diverse rappresentazioni allegoriche: prima la Chiesa degli Innocenti, poi una foresta ricreata dove un cervo veniva rilasciato e poi "cacciato".

### Influenze classiche

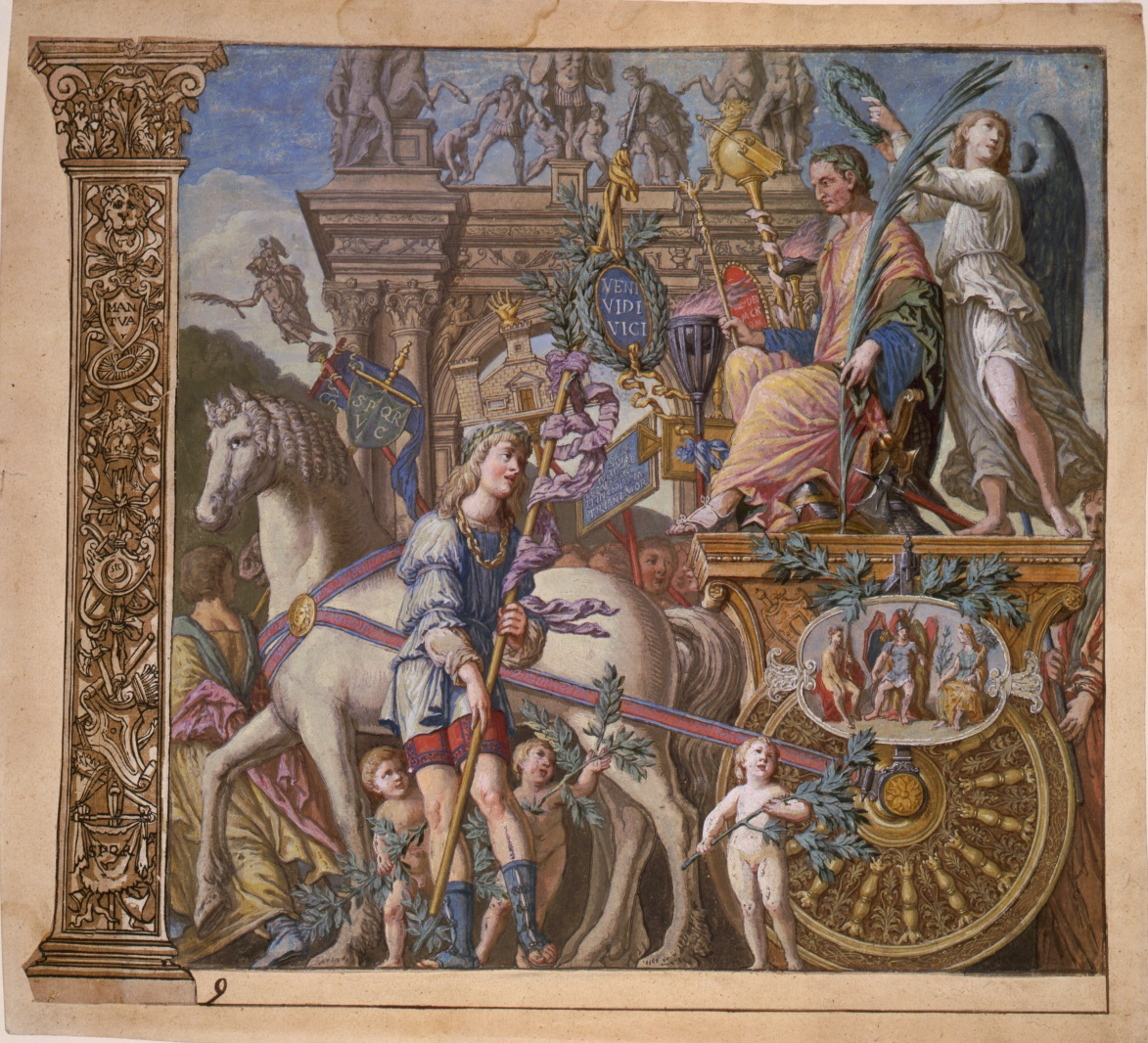
Incisione da un dipinto di Mantegna, colorata a mano, che mostra il culmine del Trionfo di Cesare.

Il popolo istruito del medioevo aveva a disposizione una serie di entrate allegoriche ai matrimoni come ad esempio nell'introduzione all'opera di Martianus Capella, Sul matrimonio tra Filologia e Mercurio e le Sette Arti Liberali. Con la ripresa delle conoscenze dei classici, le entrate italiane vennero influenzate dalla descrizione letteraria dei trionfi romani. Oltre al resoconto di Livio, abbiamo altre descrizioni nelle opere di Svetonio e Cassio Dione circa il trionfo greco di Nerone, e Giuseppe Flavio del trionfo di Tito.
Opere più ricercate conducevano alle Notti Attiche di Aulo Gellio che fornivano dettagli su parte del simbolismo convenzionale come ad esempio l'incoronazione con le sette corone. L'Amorosa visione di Boccaccio (1342–43), fornisce lo schema di un trionfo, offrendo una parata di personaggi famosi, sia storici che leggendari, fornendo nel contempo anche un modello per Petrarca, il quale partendo da Livio elaborò un resoconto del trionfo di Scipione l'Africano nel suo poema I Trionfi. Castruccio Castracani entrò a Lucca nel 1326 a bordo di un carro coi prigionieri. Alfonso V d'Aragona entrò a Napoli nel 1443 seduto su un carro trionfale sotto un baldacchino, come mostrato in un bassorilievo giunto sino ai nostri giorni o nell'arco trionfale che fece realizzare in quello stesso anno. Nella cultura italiana, nello specifico, il significato di trionfo descriveva chiaramente non solo l'intera processione, ma anche le decorazioni del carro o la disposizione delle rappresentazioni lungo il percorso ancor più che la vera e propria entrata o processione trionfale.
Il tema dei trionfi passò a momenti molto meno solenni entrando poi nella concezione comune del carro di Carnevale che nel caso ad esempio della città di Firenze per l'anno 1513, coincise con un chiaro intento propagandistico per il non universalmente osannato ritorno dei Medici in città l'anno precedente; per questo motivo il tema fu: Il ritorno all'età dell'oro. Con le invasioni francesi in Italia nel 1494, questa forma si portò anche nell'Italia settentrionale. Il cardinale Bibbiena riportò in una lettera del 1520 che il duca di Suffolk aveva inviato degli emissari in Italia per comprare dei cavalli e riportarli a Enrico VIII d'Inghilterra assieme a degli uomini che fossero in grado di realizzare delle decorazioni festive alla maniera italiana.

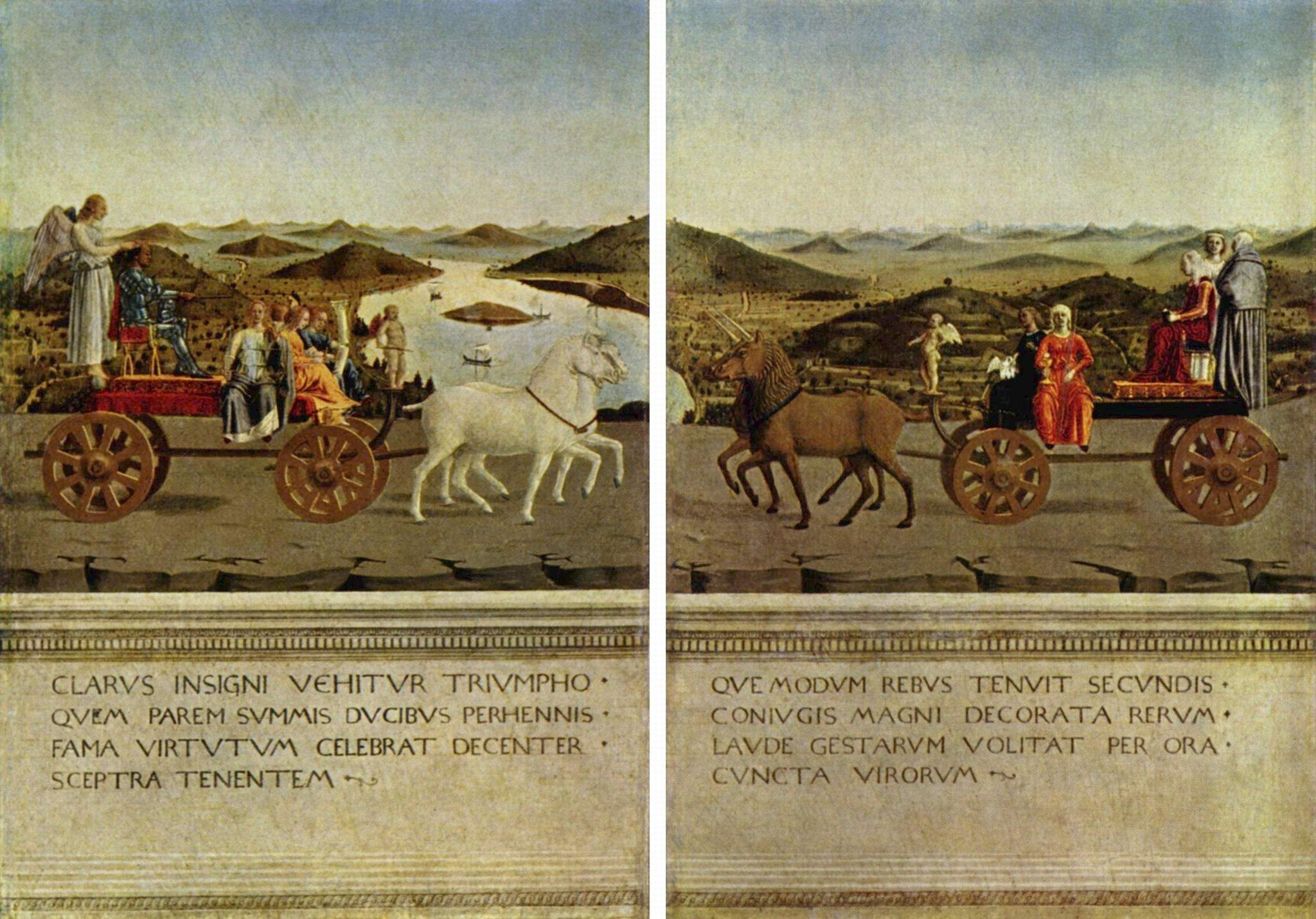
Piero della Francesca, 1472, Federico da Montefeltro e sua moglie sul carro di trionfo, qui tirato da unicorni.

Carlo V fu favorevole a una serie di entrate imperiali in città italiane durante il consolidamento del ruolo degli Asburgo seguito al Sacco di Roma, in particolare a Genova, dove Carlo e suo figlio Filippo tennero in tutto cinque entrate trionfali. Occasioni speciali come l'entrata di Carlo V a Messina nel 1535 hanno lasciato testimonianze tangibili, ma ancora queste rappresentazioni si tenevano nel XIX in Sicilia nel corso dei matrimoni.
Dopo che il grande dipinto murario di Mantegna raffigurante i Trionfi di Cesare divenne noto in Europa attraverso numerose versioni in stampa, esso divenne la principale fonte d'ispirazione e di dettagli, in particolare per gli imperatori del Sacro Romano Impero la cui tradizione era saldamente legata all'ultimo retaggio dell'Impero Romano antico. Anche se gli elefanti di Mantegna risultarono difficili da portare in loco,, talvolta per stupire gli spettatori dei cavalli venivano truccati da unicorni. Le incisioni ed il testo della Hypnerotomachia Poliphili del 1499 divennero un'altra facile fonte così come le illustrazioni che andarono ad accompagnare le edizioni dell'epoca de I Trionfi del Petrarca; entrambi i lavori presentavano allegorie mitologiche con un contenuto politico non sempre scontato, con uno spirito astruso ed ermetico tipico del neoplatonismo rinascimentale.
Uno dei primi esempi di entrata con un consistente unico tema allegorico fu quella di papa Leone X a Firenze nel novembre del 1515. Tutte le risorse artistiche della città vennero impegnate per creare un'entrata esemplare, programmata dallo storico fiorentino Jacopo Nardi, con parere del Vasari; le Sette Virtù rappresentate da sette archi trionfali e stazioni lungo il percorso, di cui l'ultima consisteva in una facciata temporanea realizzata per il Duomo di Firenze che ancora era in costruzione.

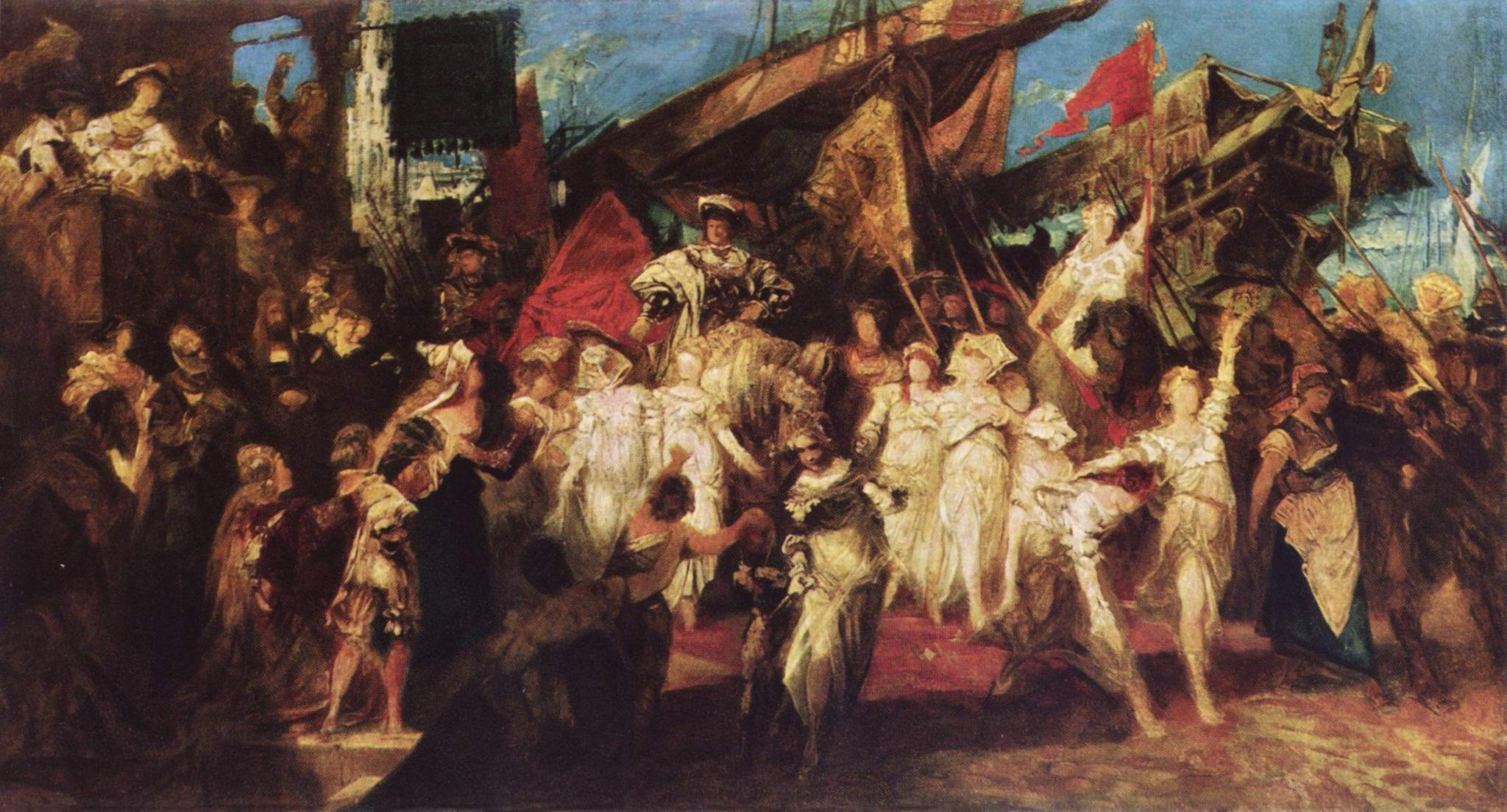
Schizzo ad olio del XIX raffigurante l'entrata di Carlo V ad Anversa (nel 1515?)

### Propaganda
Oltre al tema permanente dei reciproci legami tra governante e sudditi, in tempi di tensione politica il messaggio politico delle entrate diveniva ancora più enfatico del normale. Dispute di successione potevano creare problematiche sulla legittimazione di un sovrano. Dopo la Riforma protestante, le tensioni divennero una condizione permanente per i sovrani, e molte entrate servirono ad appianare queste discussioni. Dopo il 1540 c. le entrate francesi ed asburgiche nei Paesi Bassi vennero motivate dai tentativi dei vari sovrani cattolici di reprimere il protestantesimo e spingere la popolazione nuovamente tra le braccia della chiesa cattolica. Questi trionfi ebbero però l'effetto contrario in molti casi, esasperando ulteriormente le tensioni già presenti.

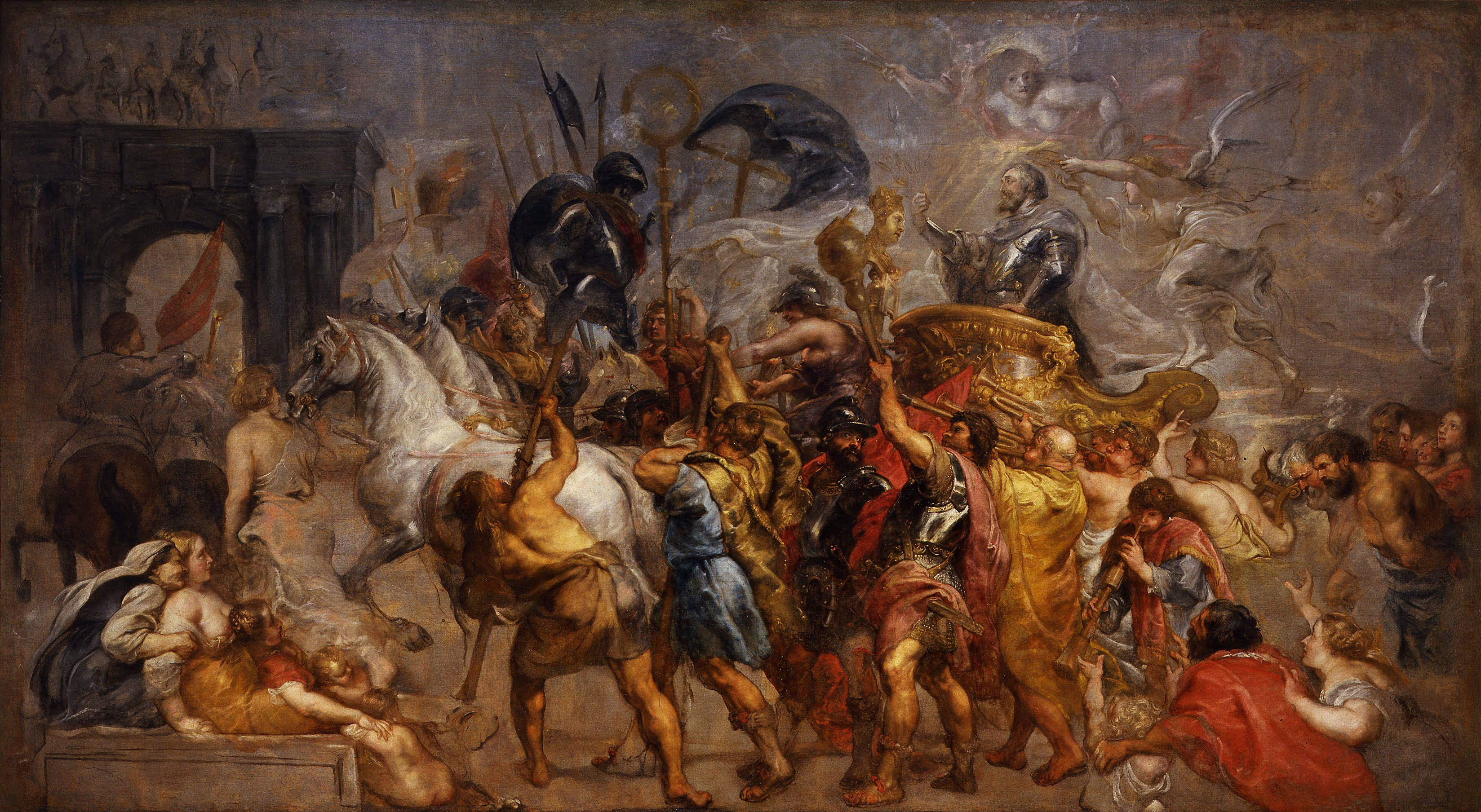
Ingresso trionfale di Enrico IV a Parigi di Rubens, 1627–30: raffigurazione non finita di un'allegoria barocca

In Italia questa tipologia propagandistica dei trionfi si fece sentire particolarmente negli ingressi trionfali di viceré e governatori spagnoli come pure ad Anversa, una delle più ricche città del nord Europa che si trovava in declino all'epoca, dove i trionfi vennero utilizzati "dai padri cittadini per combinare celebrazioni elogiatrici dei governanti asburgici con tableaux a ricordare loro la rovina commerciale della città che presiedevano." La Pompa Introitus del cardinale-infante Ferdinando ad Antwerp nel 1635, organizzata da Gaspar Gevartius e portata a compimento sotto la direzione di Rubens, venne creata appositamente ad hoc ed includeva una rappresentazione Archiviato il 4 marzo 2016 in Internet Archive. del dio del commercio, Mercurio, in fuga dalla città a rappresentare Anversa, ma nel contempo esso si rivolgeva al viceré con un marinaio dormiente ed un dio del fiume, a rappresentare il commercio interrotto della città e lo sbarramento del fiume Scheldt. Stimolato da queste rappresentazioni predisposte per la città, il governatore locale riuscì a ottenere la levatura del bando sul commercio con le Indie che rappresentava l'unica via di fuga di Anversa da rovina certa; ma gli spagnoli continuarono comunque a permanere sul blocco del fiume.

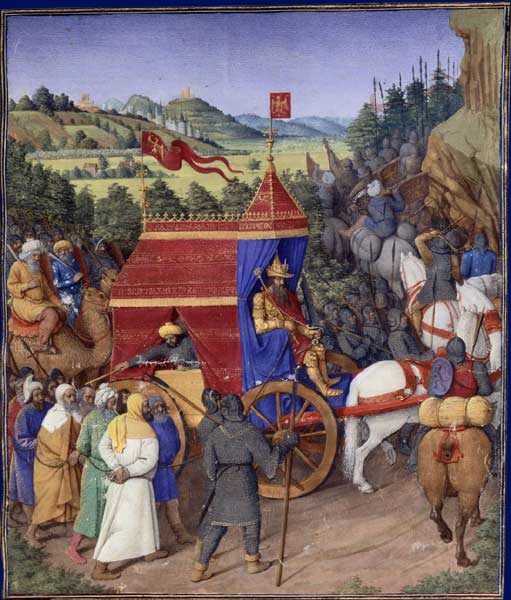
Trionfo di Giosafat, Jean Fouquet, 1470–75.

Nel 1638, l'occasione dell'entrata trionfale della regina madre francese Maria de Medici ad Amsterdam portò de facto al riconoscimento internazionale della neonata Repubblica Olandese, anche se ella viaggiò nei Paesi Bassi durante l'esilio. Spettacoli e rappresentazioni sull'acqua si tennero nel porto della città assieme a una processione di trombettieri a cavallo e una grande struttura temporanea venne eretta su di un'isola artificiale nel fiume Amstel che venne eretta appositamente per la festa. Questa struttura venne disegnata per accogliere una serie di tableaux drammatici in tributo alla regina madre. Il poeta e classicista Caspar Barlaeus scrisse a tal proposito un commento descrittivo, Medicea Hospes, sive descriptio publicae gratulationis, qua ... Mariam de Medicis, excepit senatus populusque Amstelodamensis. Pubblicato da Willem Blaeu, esso includeva due grandi stampe con vedute delle cerimonie.

### Pace e guerra
L'essenza di un'entrata doveva essere un'occasione pacifica, festiva e chiaramente molto differente dalle entrate che i vincitori compivano all'interno di una città dopo un assedio. Nel 1507 la popolazione di Genova si rivoltò contro i francese che li avevano conquistati nel 1499, e restaurò la Repubblica di Genova. Luigi XII di Francia sconfisse l'esercito genovese appena fuori della città che quindi si accordò per la capitolazione, includendovi un'entrata ufficiale che venne seguita dall'esecuzione del doge e dagli altri capi della rivolta. Il contesto era chiaramente molto differente da un'entrata pacifica; Luigi entrò in piena armatura, tenendo tra le mani una spada snudata che batté sulla porta quando entrò in città dicendo: "Prode Genova! Ti ho vinto con la mia spada in mano!".
Carlo V entrò a Roma con uno splendido corteo tre anni dopo che le sue armate ebbero saccheggiato la città. I cittadini di Gand si rivoltarono contro Filippo il Buono nel 1453 e Carlo V nel 1539, fatto dopo il quale Carlo giiunse con un grande esercito e venne accolto in città. Alcune settimane dopo egli dettò il programma di un umiliante anti-festival che prevedeva che i borghesi della città venissero dinnanzi a lui scalzi con dei cappi attorno ai loro colli implorando perdono a lui il quale, dopo l'imposizione di una forte multa, acconsentì a perdonarli. Le entrate di Carlo e di suo figlio Filippo nel 1549 vennero seguite l'anno successivo da un feroce editto anti-protestante che diede inizio a una repressione che portò alla rivolta dei Paesi Bassi nel corso della quale Anversa soffrì un terribile saccheggio nel 1576 ed un lungo assedio nel 1584–85, che alla fine pose fine a tutta la prosperità della città.

### Il declino

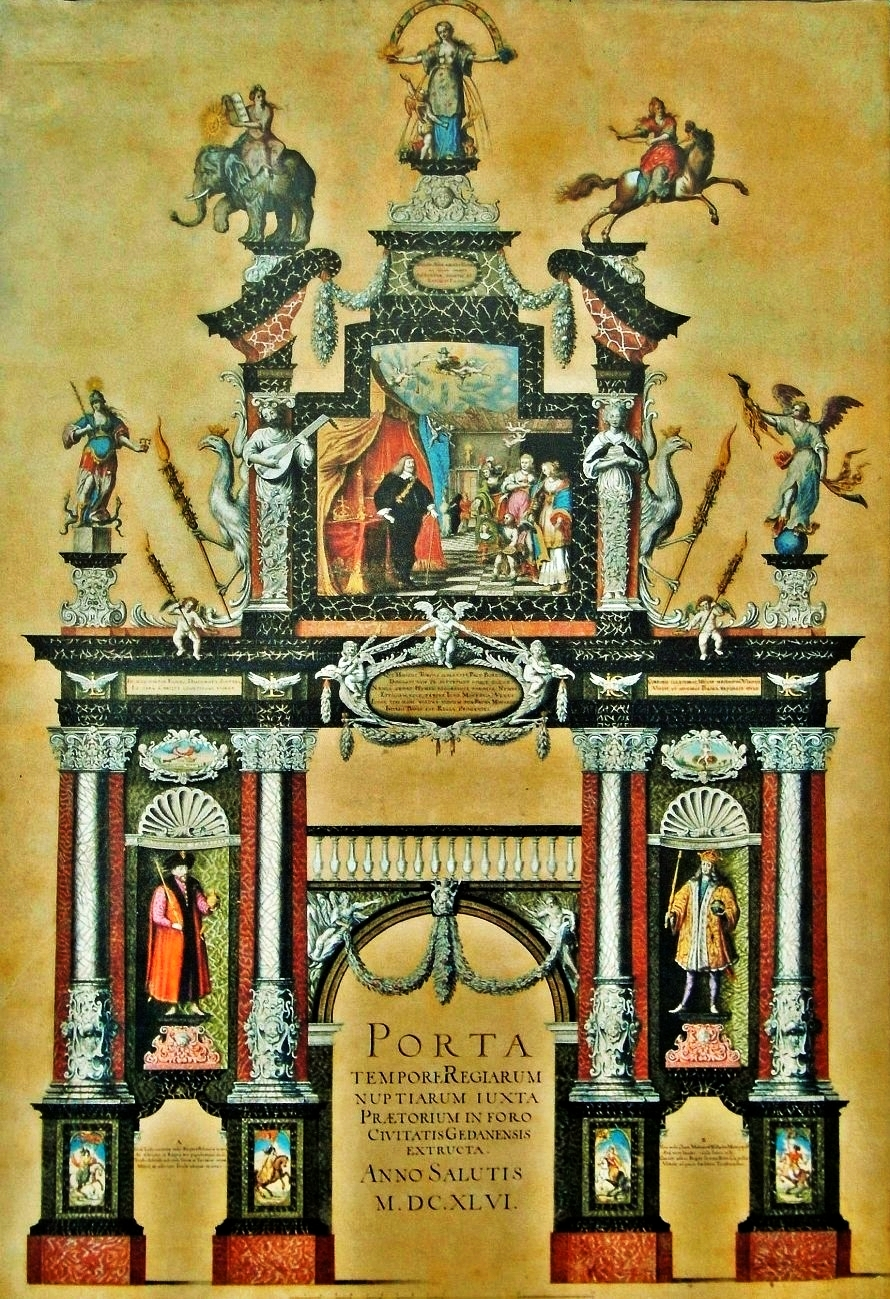
L'arco trionfale temporaneo eretto a Danzica per celebrare l'entrata cerimoniale della regina Maria Luisa Gonzaga, 1646

Nel corso del XVII secolo la vasta scala di entrate cerimoniali iniziò a declinare. La moda venne dettata dai Medici di Firenze i quali cercarono di trasferire sempre più le festività legate al regnante dalle piazze agli ambienti privati della corte. Gli intermezzi di Firenze, i ballet de cour di Parigi ed i balli in maschera inglesi aumentarono sempre più con l'entrata in crisi delle Entrate Reali. Nel 1628, quando Maria de' Medici commissionò a Rubens l'Entrata Trionfale di Enrico IV a Parigi, fu per decorare il proprio Palazzo del Lussemburgo; Rubens non ricreò i dettagli storici dell'Entrata Reale del 1594, ma le trasformò in un'allegoria del momento e del monarca.
L'atmosfera culturale del protestantesimo era meno favorevole di quella cattolica alle Entrate Reali. Nella nuova Repubblica Olandese esse cessarono del tutto. In Inghilterra, comunque, le festività dell'Ascensione nel 1588, dopo la sconfitta dell'Invincibile Armata, furono particolarmente gioiose, durarono una settimana e la stessa Elisabetta si diede al trionfo "imitando gli antichi romani" al suo Palazzo di Whitehall e nella City of Westminster per poi entrare nella City of London a Temple Bar. Il percorso lo fece a bordo di una carrozza
"realizzata con quattro colonne, e sulla cima si trovava una corona imperiale e due colonne più basse dove erano appoggiati un leone e un drago che sostenevano le armi dell'Inghilterra, il tutto tirato da due cavalli bianchi"
Il conte di Essex seguiva il carro trionfale e poi le dame d'onore. Le vedove dei soldati che avevano casa lungo il percorso vestirono di scuro. Al Temple Bar, il cancello ufficiale della città, vi fu un momento musicale ed il Lord Mayor ricevette nuovamente la mazza del suo incarico. In un ambiente costruito per l'occasione, la regina ascoltò una messa festiva celebrata da cinque sacerdoti della St. Paul's Cathedral e poi si dedicò a una processione serale con le torce.
L'entrata di Giacomo I a Londra nel 1604 fu l'ultima sino alla Restaurazione di suo nipote nel 1660, dopo la Guerra civile inglese. La corte di Carlo I intensificò la scala degli eventi privati, mentre nelle città calò il silenzio più totale. Il Ducato di Lorena, grande centro di tutte le celebrazioni, le cancellò con la Guerra dei Trent'anni che lasciò gran parte dell'Europa centro-settentrionale in condizioni tali da non poter tenere delle celebrazioni su vasta scala come in passato. In Francia la concentrazione del potere nelle mani del re, iniziata con il cardinale Richelieu, lasciò le élite cittadine completamente nelle mani del monarca, e quando Luigi XIV succedette al trono, gli ingressi reali si fermarono completamente per cinquant'anni; al loro posto Luigi portò avanti il proprio personalissimo programma di feste di corte con uno splendore mai visto prima, con grande sforzo propagandistico e culturale presso la Reggia di Versailles.

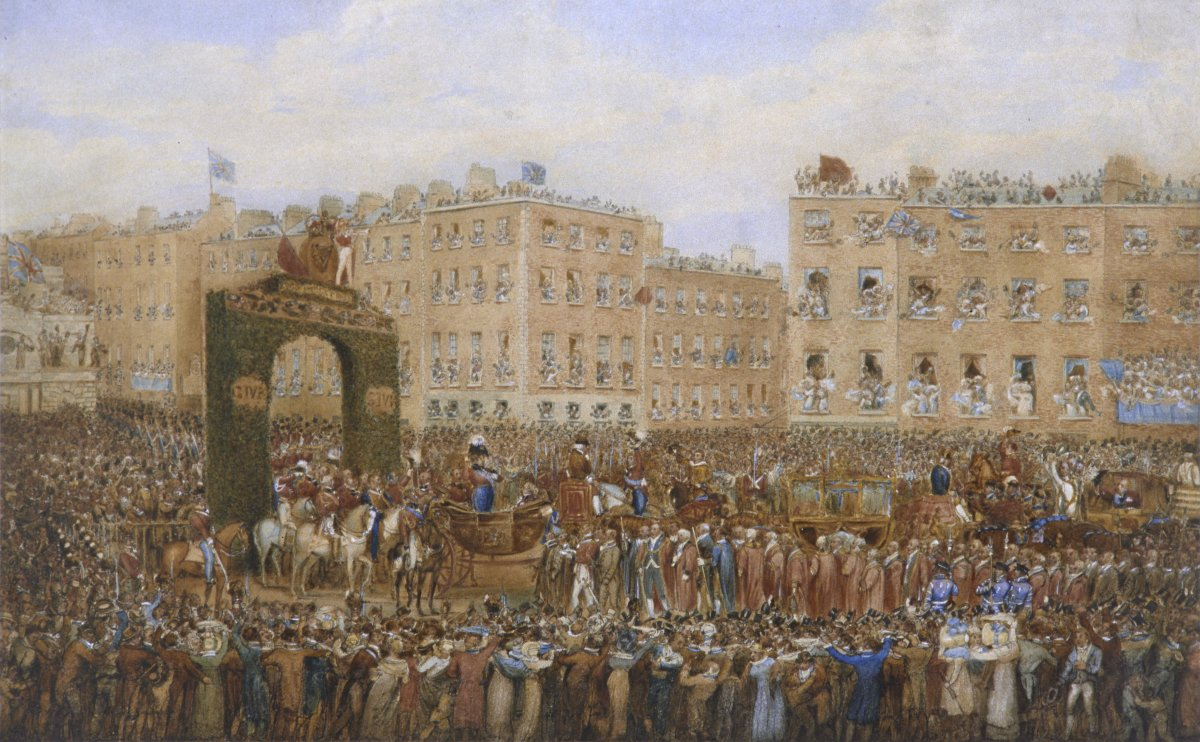
Entrata trionfale di Giorgio IV del Regno Unito a Dublino, 1821, con un arco di trionfo temporaneo

Il cambio di clima intellettuale fece capire subito che le vecchie allegorie non potevano più essere comprese dal popolo. Gli assassinii di Enrico III ed Enrico IV di Francia, di Guglielmo il Taciturno in Olanda e di altre importanti figure, nonché la diffusione delle armi da fuoco, fecero sì che molti monarchi avessero il terrore di apparire in pubblico con processioni particolarmente lente, preferendo apparire occasionalmente da un balcone o da una finestra per salutare il popolo. La visita di Luigi XVI per ispezionare il porto navale di Cherbourg in 1786 fu il primo evento in Francia dove il re scese tra la popolazione sin dai tempi di Luigi XIV e quindi più di un secolo prima. Pur considerata un successo propagandistico senza precedenti, essa poté fare ben poco per evitare la catastrofe che di li a poco avrebbe atteso la monarchia francese.
Gli idealisti della Rivoluzione francese del resto tennero frequenti feste semi-private come nel caso della Fête de la Raison. Sotto Napoleone, il Trattato di Tolentino (1797) requisì al papato molte opere d'arte, tra cui molte famose sculture della Roma antica dal Vaticano. A Parigi venne quindi organizzata una sorta di Gioiosa Entrata per queste sculture, la Fête de la Liberté del 1798. Col crescente senso di pubblica sicurezza del XIX secolo, le Entrate divennero nuovamente importanti come nel caso della Visita di re Giorgio IV in Scozia, dove il revival medievale fece la propria prima apparizione, accanto al romanticismo delle Highland, come pure la visita della regina Vittoria a Dublino, o i tre Delhi Durbars. In queste occasioni, anche se l'atto in sé acquisì importanza, le allegorie presenti furono molto poche e le decorazioni più contenute e limitate a bandiere, fiori e sandaline, ultimi retaggi della tradizione medievale.
Attualmente, parate e processioni sono due eventi distinti, origini indipendenti e significati diversi. La Victory parade a New York così come il Lord Mayor's Show di Londra (datato quest'ultimo al 1215 e che ancora oggi viene condotto a bordo di una carrozza riccamente decorata) non sono occasioni meramente frivole ma rappresentano momenti culturali della città come nel caso della parata del giorno del Ringraziamento americano o dell'entrata trionfale di Santa Claus a bordo della sua slitta.

### Artisti

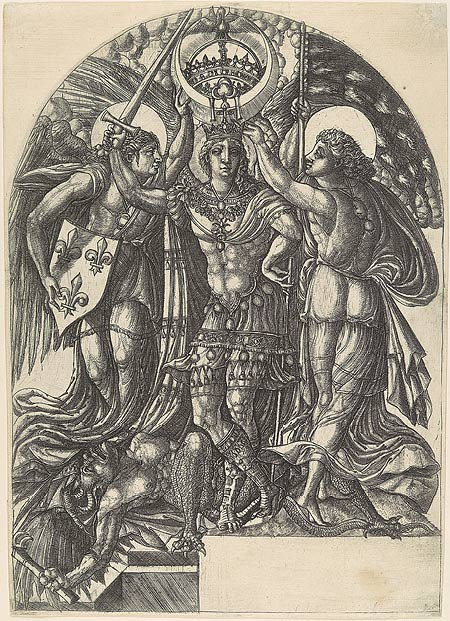
Enrico II di Francia attorniato dalla Francia e dalla Fama, incisione di Jean Duvet, forse un tableau per un'occasione come la sua Entrata a Parigi, il 16 giugno 1549.

Come è noto agli storici dell'arte, molti grandi artisti di un tempo trascorsero del tempo a realizzare decorazioni effimere per entrate solenni o altre festività come ad esempio Jan van Eyck, Leonardo da Vinci, Albrecht Dürer, Holbein, Andrea del Sarto, Perino del Vaga, Polidoro da Caravaggio, Tintoretto, Veronese e Rubens. Per alcuni artisti di corte come Inigo Jones o Jacques Bellange, queste furono le principali occupazioni, e sia Giulio Romano che Giorgio Vasari furono pesantemente ingaggiati in queste opere. I compositori da Orlando di Lasso e Claudio Monteverdi sino a John Dowland, e scrittori come Tasso, Ronsard, Ben Jonson e Dryden contribuirono largamente a questo tipo di festività. Shakespeare pare non abbia scritto nulla per queste occasioni, ma con Jonson fu uno dei gentiluomini che prese parte alla processione del The Magnificent Entertainment, come i resoconti storici chiamarono la prima entrata di Giacomo I d'Inghilterra a Londra.
L'influenza dei tableau per queste occasioni si rifletteva ovviamente, in particolare nel tardo medioevo, nella realizzazione di nuove composizioni che venivano poi anche proposte al pubblico. Nel Rinascimento, gli artisti che lavorarono presso più corti contribuirono a diffondere questi stili.

### Libri delle feste
Un libro delle feste è il resoconto di una festività come ad esempio un'entrata. Originariamente manoscritti, spesso illustrati, compilati per il principe o per la città ospitante l'entrata, con l'avvento della stampa essi uscirono perlopiù stampati in varie forme, dal breve pamphlet che scriveva l'ordine degli eventi, sino ai resoconti dei discorsi tenuti, per poi sbarcare in veri e propri libri illustrati con incisioni, spesso con l'intero panorama della processione su due o più pagine. I pamphlet erano effimeri e spesso non superavano i due fogli dove si descriveva l'entrata del sovrano.
Questi livrets spesso non devono essere intesi come resoconti letterali; alcuni venivano compilati ancor prima dello svolgimento della cerimonia, altri molto dopo quando quasi l'evento era ormai lontano dalla memoria delle persone che vi avevano preso parte. Gli autori o gli artisti ingaggiati nella produzione di questi libri spesso non erano stati presenti personalmente all'evento. Lo studioso Roy Strong li ha definiti "un'idealizzazione di un evento, spesso molto distante dalla realtà d'esperienza di chi scrive. Uno degli obbiettivi di tali pubblicazioni era sicuramente di rinforzare le parole con le immagini con l'idea centrale di sottolineare il programma dell'evento." Una delle entrate asburgiche venne rimandata a causa di una pioggia torrenziale, ma il libro realizzato per l'occasione era ormai stato stampato e descrisse quindi regolarmente l'evento.

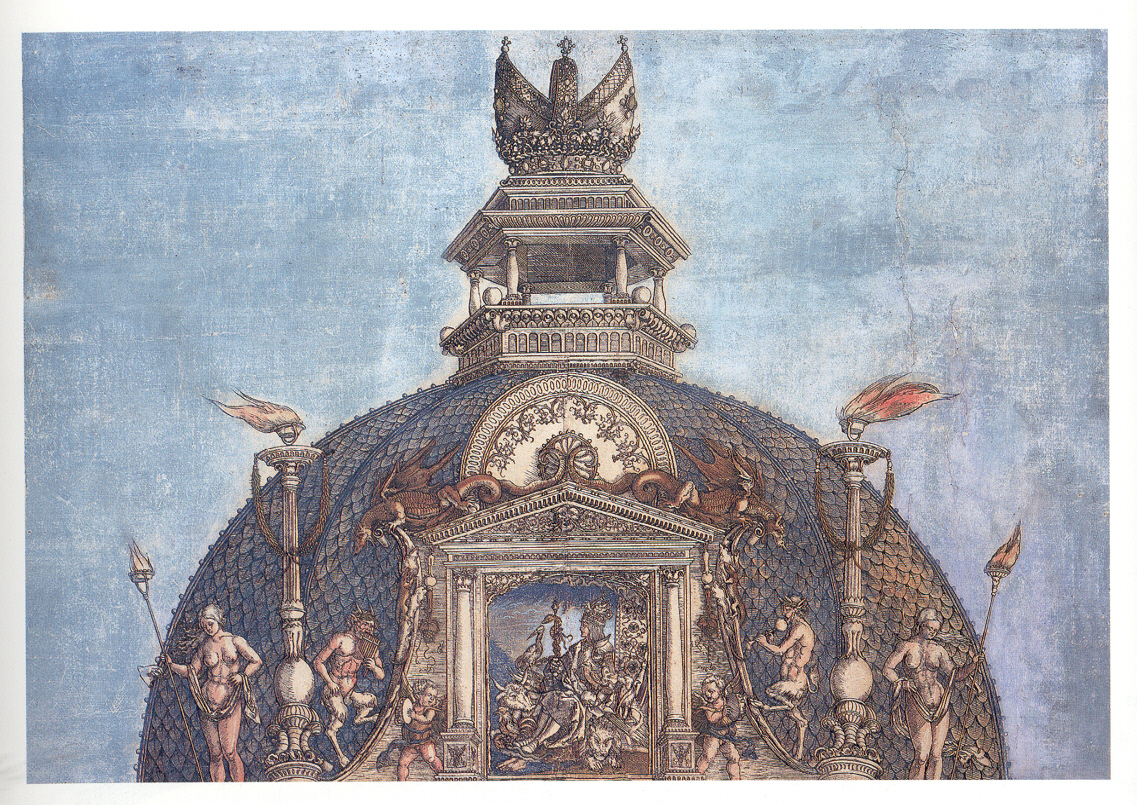
Dettaglio di una cupola (rapporto 1/10) dell'arco trionfale di Massimiliano, incisione colorata di Albrecht Dürer.

L'imperatore Massimiliano I, si spinse anche oltre, creando un enorme trionfo virtuale che esistette sempre e solamente sulla carta. Il Trionfo di Massimiliano (iniziato nel 1512 e lasciato incompiuto alla morte di Massimiliano nel 1519) contiene più di 130 grandi incisioni di Dürer e di altri artisti che mostrano un'enorme processione (in aperta campagna) che culmina con la figura dell'imperatore stesso, su una grandiosa carrozza. L'Arco Trionfale (1515), la più grande stampa mai realizzata (3,57 x 2,95 metri con 192 fogli assemblati tra loro) venne prodotta per un'edizione di settecento copie da distribuire alle città ed ai principi amici. Essa era stata realizzata originariamente per essere colorata a mano e poi incollata su un muro. I temi dei tableau tradizionali, tra cui una lunga genealogia, molte figure delle Virtù e le scene della vita e dei trionfi militari di Massimiliano erano i protagonisti dell'opera.
Un primo incontro tra il libro delle festività e la letteratura di viaggio può trovarsi nella visita del 1530 Archiviato il 19 maggio 2016 in Internet Archive. del futuro imperatore Ferdinando I, allora re d'Ungheria e Boemia a Costantinopoli.

### Entrate nel Nuovo Mondo
Nei territori asburgici (spagnoli) del Nuovo Mondo, le entradas dei Viceré del Messico vennero celebrate al suo sbarco a Veracruz ed a Città del Messico; sul percorso, vi era l'entrata cerimoniale nella città di Puebla de los Ángeles. Tali momenti servivano per promuovere l'élite locale di modo che si identificasse con la Spagna e vi si amalgamasse per fedeltà e tradizioni. Anche in queste occasioni vennero realizzati dei pamphlets commemorativi ed allegorie artificiali elaborate con emblemi dell'entrata, talvolta derivati dall'astrologia, spesso paragonando il viceré al sole che illumina la città. Nel XVIII secolo, i Borboni trasformarono le entrées in feste semi-private anche nel Messico spagnolo: "Sebbene gli eventi continuarono ad essere stravaganti sotto il dominio dei Borboni, essi iniziarono a divenire sempre più privati ed ebbero luogo al coperto in grandi spazi, perdendo la brillantezza del teatro di strada ed il carattere processionale urbano."

## Esempi di entrate

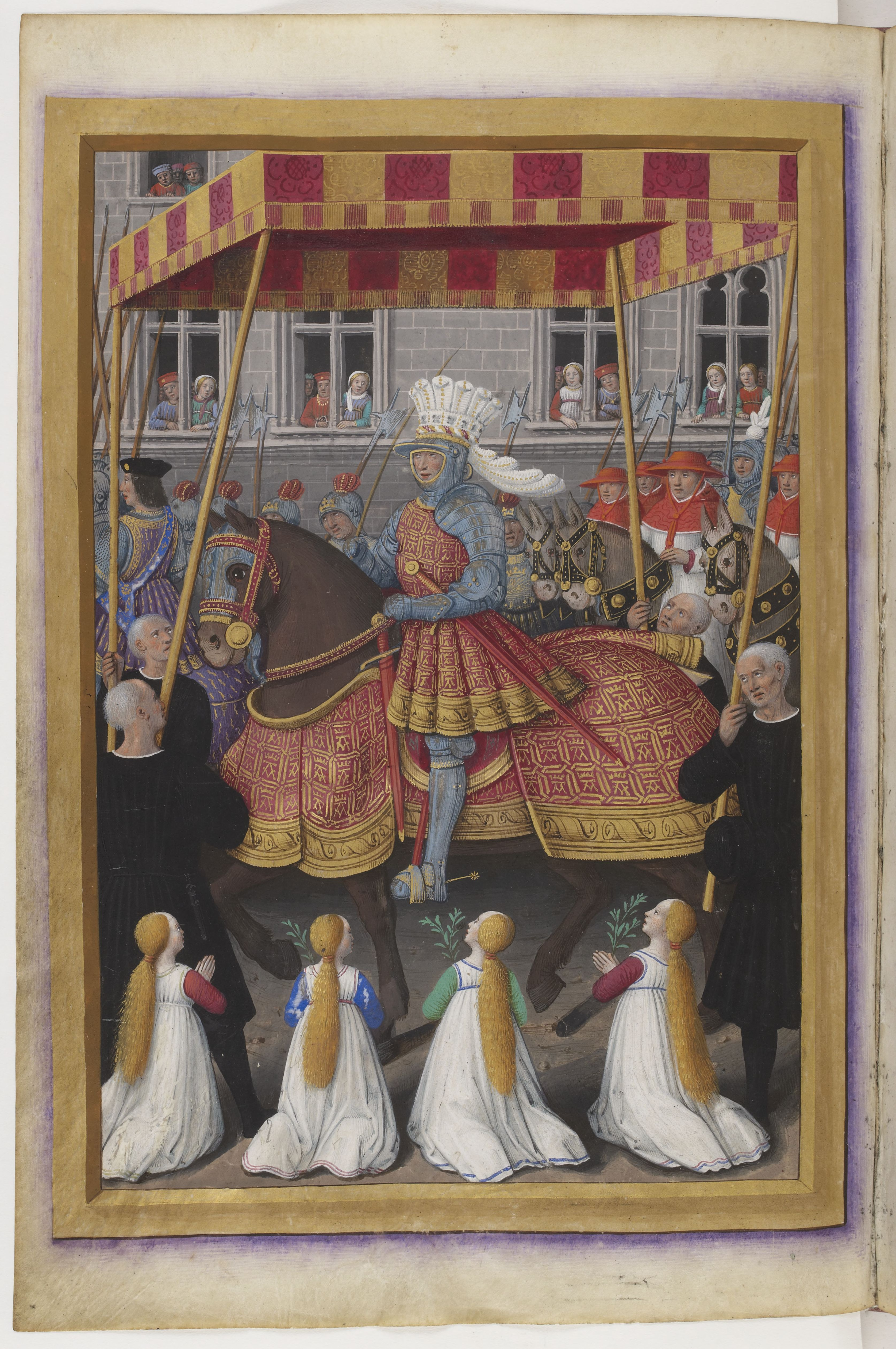
Luigi XII di Francia entra a Genova, 1507, da un resoconto manoscritto. I genovesi si erano rivoltati ai francesi ed erano stati sconfitti; diverse esecuzioni fecero seguito all'ingresso del sovrano in città.

- 1356: la Gioiosa Entrata a Bruxelles, di Giovanna e di suo marito Venceslao I di Lussemburgo dopo la loro ascesa come duchessa e duca di Brabante. "Gioiosa Entrata" è il termine comune delle entrate compiute in terra francese o olandese. Questa è particolarmente famosa perché precedette l'emanazione di una Carta che garantì un vero e proprio contratto tra regnanti e sudditi in loco, al pari della Magna Carta in Inghilterra.
- 1431: Enrico VI d'Inghilterra ritorna a Londra dopo essere stato incoronato re di Francia a Parigi, allora occupata dagli inglesi. Enrico, all'epoca quindicenne, incontrò le imprese della "Natura, Grazia e Fortuna" che portavano con loro varie virtù e talenti, poi quattordici ancelle a rappresentare i Sette doni dello Spirito Santo. A Cheapside da una fontana sgorgava vino rosso (specialità tipica delle feste londinesi) mentre un altro grande tableau rappresentava la genealogia del re e una complementare, l'Albero di Jesse con la genealogia di Cristo. Il finale era composto da un grande tableau nel quale era illustrato il Paradiso, Dio Padre circondato da santi ed angeli.[50]
- 1443: Alfonso V d'Aragona compì un'entrata trionfale a Napoli che fu "la prima di una serie di trionfi all'antica in Europa"[51] A differenza di altri trionfi dove gli archi erano temporanei, qui venne realizzato un arco stabile ancora oggi presente a Castel Nuovo. L'evento mostrava Alfonso come un eroe classico dell'antichità. Il resoconto, pubblicato e realizzato da Antonio Beccadelli, "Il Panormita", si diffuse poco dopo.
- 1457: L'Entrata di Filippo il Buono, duca di Borgogna, a Gand[52]
- 1494: Per l'entrata di Carlo VIII a Firenze, che portò ad una temporanea eclissi di Piero de' Medici, Filippino Lippi collaborò col Perugino per i decori.[53]
- 1513: Ferdinando d'Aragona entrò trionfalmente a Valladolid, dopo aver conquistato la Navarra e per l'occasione si tenne una rappresentazione "esplicitamente propagandistica".[54]
- 1515: L'entrata trionfale di papa Leone X a Firenze è una delle entrate maggiormente documentate della storia.[55] Essa venne prodotta in scala principesca cogliendo Leone al picco della sua reputazione, lungo la strada del suo incontro a Bologna con Francesco I di Francia, a capo di forze temporaneamente vittoriose. La studiosa Ilaria Ciseri ha identificato due possibili organizzatori del programma delle celebrazioni, Jacopo Nardi e Marcello Virgilio Adriani, con evocazioni parallele della Roma Imperiale e della Gerusalemme celeste. La facciata del duomo di Firenze non ancora terminata venne "completata" temporaneamente in "chiaroscuro" (grisaille) dipinto su tela a fingere architetture e sculture progettate da Andrea del Sarto su disegni di Jacopo Sansovino.[56]

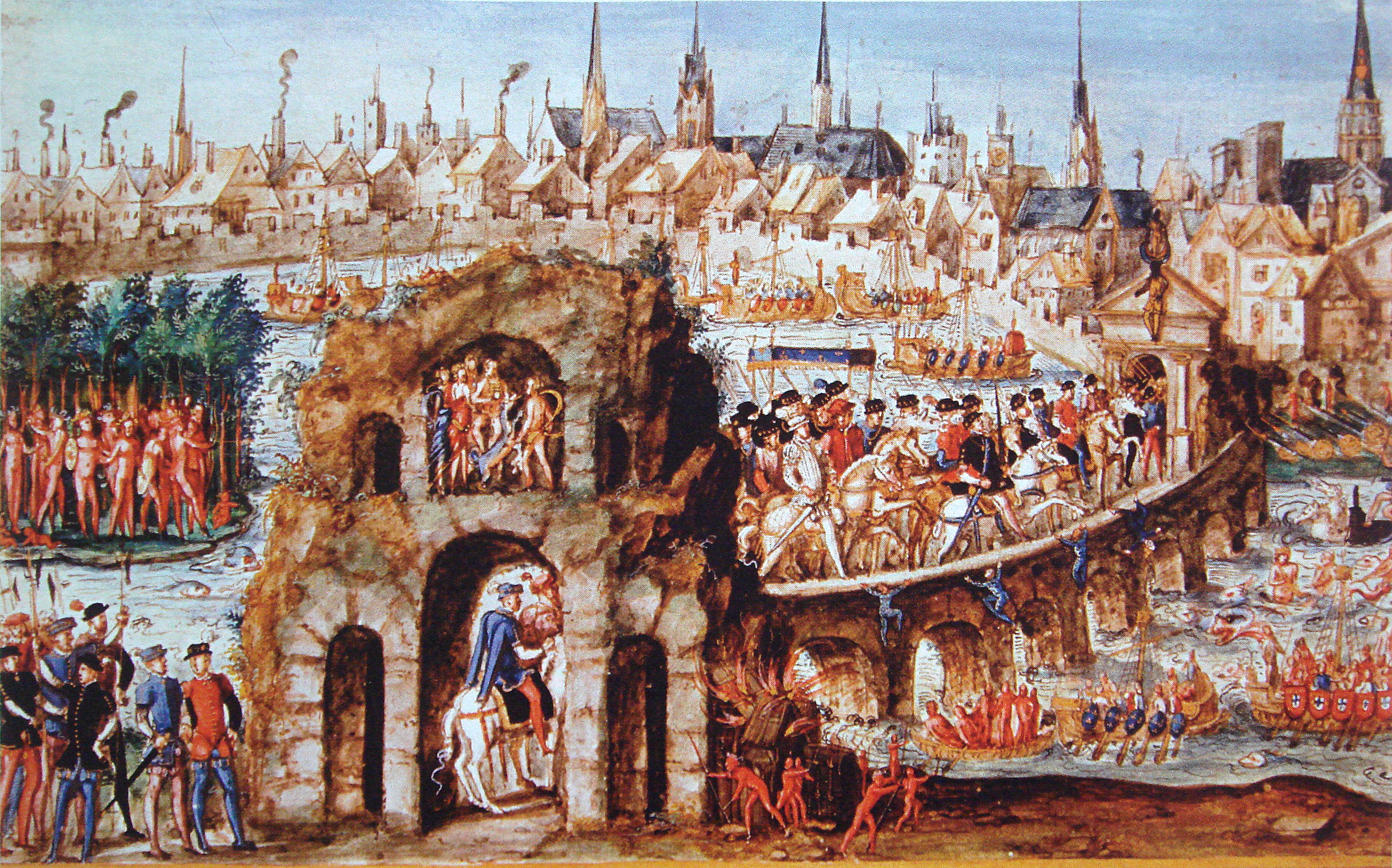
Per l'entrata di Enrico II di Francia a Rouen il 1º ottobre 1550, vennero impiegati 30 ballerini nudi per illustrare la vita in Brasile e una battaglia tra il popolo Tupinamba alleato dei francesi, e gli indiani Tabajares.

- 1515 e 1535–36: Carlo V era il più potente ma anche il più mobile tra i monarchi del Rinascimento e fece una serie di entrate senza precedenti. Durante la giovinezza la prima che compì fu a Bruges nel 1515 dove ancora la celebrazione risentiva di un gusto medievale, accompagnata da un Libro della Festa Archiviato il 19 maggio 2016 in Internet Archive. realizzato per l'occasione. Nel 1533 entrò a Genova raggiungendo Andrea Doria che organizzò per lui una finta battaglia navale nel porto. Nel 1535–36, al picco massimo del proprio successo, venne incoronato imperatore dal papa a Bologna e visitò quindi la capitale del suo nuovo Regno di Napoli.Book Archiviato l'8 febbraio 2016 in Internet Archive. La sua entrata imperiale a Roma, il 5 aprile 1536, è stata documentata con particolare dovizia dal contemporaneo Giorgio Vasari nelle sue Vite ed in molti disegni giunti sino a noi; esso riportava alla memoria gli antichi trionfi romani.[58][59] Durante il tour, egli venne presentato come erede e nel contempo successore degli imperatori romani, con archi trionfali appositamente creati che si univano a quelli di retaggio antico.
- 1548–49: Filippo II iniziò il proprio tour ancora come principe ereditario assieme al padre Carlo in Italia, poi in Germania ed infine nei Paesi Bassi, compiendo ingressi in molte città, spesso con Carlo, come nel caso del trionfo celebrato ad Anversa, ben illustrato in un Liro delle Feste Archiviato il 4 marzo 2016 in Internet Archive. che mostra le decorazioni temporanee realizzate. A parte la pesante pioggia caduta, l'entrata era stata designata per celebrare la successione di Filippo all'Impero che gli elettori si rifiutarono di riconoscere. Gli Stati Generali delle Fiandre si erano anch'essi opposti, ed anche se quella fu "la più famosa entrata del secolo", fu in gran parte dovuto anche alla diffusione che ne ebbe il suo libro, che venne pubblicato in tre lingue.[60] Incaricato delle decorazioni di Anversa fu Pieter Coecke van Aelst, il cui pupillo e futuro genero fu Pieter Bruegel il Vecchio che probabilmente collaborò con lui.[61]

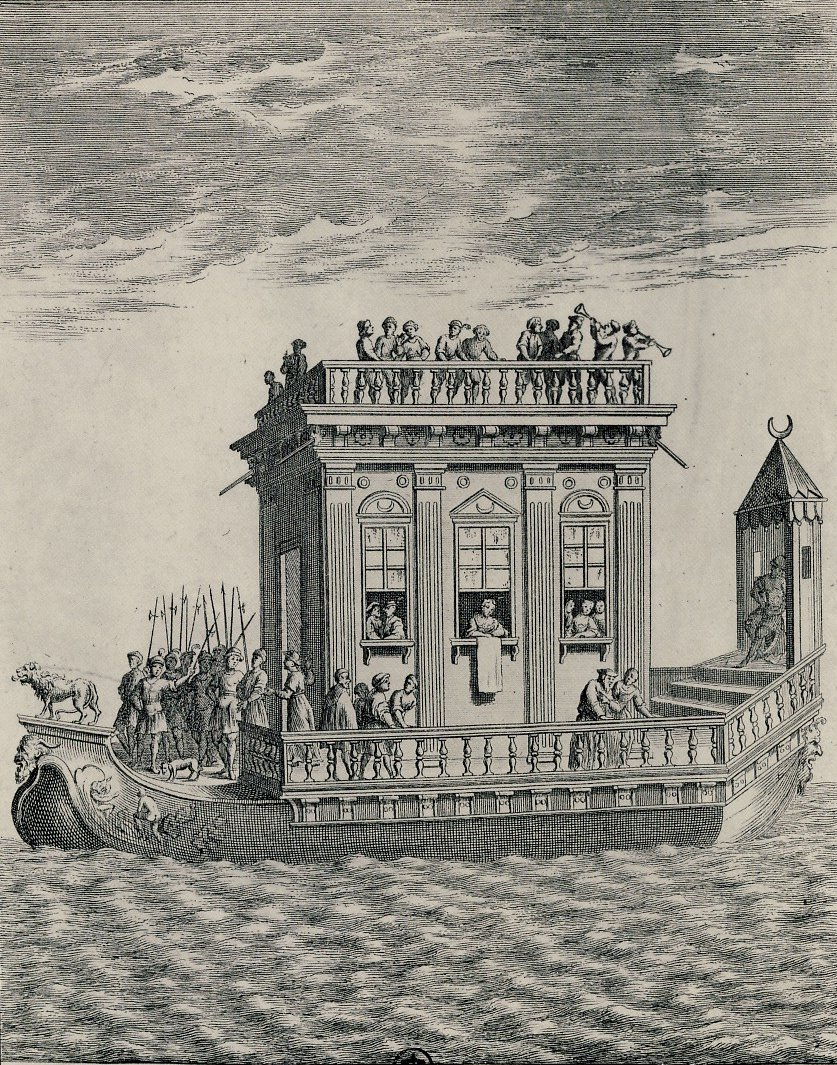
Incisione del castello fluttuante realizzato in occasione dell'entrata di Enrico II a Lione nel 1547; Enrico e la regina consumarono il pranzo nella sala centrale del castello galleggiante.

- 1549–50. Enrico II di Francia e la sua famiglia compirono un tour di entrate per propaganda a favore dei Valois. Per l'Entrata a Parigi del 16 giugno 1549, a seguito dell'incoronazione di Caterina de' Medici a Saint-Denis, Pierre Lescot disegnò una loggia con sculture di Jean Goujon che impiegarono due anni ad essere realizzate; sulla Senna venne messa in atto una battaglia navale, si tenne un torneo e vennero bruciati degli eretici.[62] L'entrata a Rouen fu l'introduzione in Francia delle entrate all'antica come ben illustrato nel relativo Libro della Festa Archiviato il 21 ottobre 2016 in Internet Archive., con incisioni derivate dal Mantegna.[63]
- 1558: La nuova regina Elisabetta I passò attraverso la City of London sulla via per l'incoronazione a Westminster. Celebrazione molto meno elaborate Archiviato il 16 aprile 2016 in Internet Archive. delle analoghe asburgiche, era adeguata per lo spirito protestante dell'epoca. L'enfasi maggiore, in perfetto stile inglese, venne posta nelle poesie e nelle orazioni, perlopiù recitate da ragazzini. Elisabetta procedeva su una carrozza trionfale e si presentò con una Bibbia in mano alla città, passando enormi figure allegoriche riciclate dal matrimonio di sua sorella Maria. I discorsi e i tableaux la rappresentavano come salvatrice della fede protestante, una nuova Deborah.[64] Nel 1578 entrò a Norwich con una simile cerimonia Archiviato il 4 marzo 2016 in Internet Archive.; il maestro della scuola locale, unico uomo del villaggio a conoscere il latino, venne chiamato a declamare presso la regina.
- 1571: Le entrate separate di Carlo IX di Francia e della sua nuova regina asburgica, Elisabetta d'Austria a Parigi il 6 e 29 marzo rispettivamente, vennero registrate con incisioni con testo da Simon Bouquet nel suo Bref et sommaire receuil..., pubblicato nel luglio di quell'anno. Bouquet fu il responsabile delle celebrazioni. I poeti Antoine Dorat e Pierre Ronsard prepararono il programma iconografico e Germain Pilon realizzò delle sculture temporanee, mentre Niccolo dell'Abate realizzò i dipinti. Il tema di quest'ingresso fu l'inaugurazione di una nuova era di pace: il motto personale di Carlo, Pietà e Giustizia fornì lo spunto per le allegorie presentate durante le tappe del corteo. Quasi un anno dopo la Notte di San Bartolomeo inaugurò una nuova fase di guerre.[7]
- 1574: L'ingresso del nuovo sovrano Enrico III di Francia sulla via del ritorno da Re di Polonia venne eccezionalmente tenuta o a Venezia, che raramente aveva l'opportunità di accogliere un monarca amico, con un apparato straordinario di festeggiamenti. Questa era più che altro una "visita di stato" con nessun giuramento di fedeltà. Tintoretto e Veronese collaborarono ai dipinti su di un arco di trionfo disegnato da Palladio, ed al banchetto per 3000 invitati che si tenne al Palazzo del Doge con statuette di zucchero realizzate su disegno di Jacopo Sansovino.[65]Book Archiviato il 3 marzo 2016 in Internet Archive.
- 1583: La Furia francese fu un disastroso tentativo attuato da Francesco, duca d'Angiò di utilizzare la scusa di un'entrata per prendere la città di Anversa - i cittadini vennero improvvisamente attaccati dall'esercito nelle strade. La città era già stata saccheggiata dalla Furia spagnola nel 1576.
- 1589: L'entrata trionfale di Cristina di Lorena a Firenze e la sua processione di matrimonio con Ferdinando I de' Medici, completata da effimeri archi di trionfo e da una partita di calcio, combattimenti tra animali, una giostra in Piazza Santa Croce ed una serie di eventi privati che vennero tenuti nel teatro presso gli Uffizi lungo il percorso vi furono diversi ed elaborati tableaux con complesse allegorie a rimarcare lo sviluppo della corte ed un ballo in maschera, seguito da un saggio opera che si situa tra i primi della storia operistica.[66]
- 1598: Per l'entrata trionfale di papa Clemente VIII a Ferrara, dove la linea principale degli Este si era estinta ed il papa aveva dichiarato la città proprio feudo in quanto da regolamento sarebbe dovuta tornare allo Stato Pontificio e come tale questa entrata fu di chiara propaganda per consolidare la nuova situazione nel ferrarese, consentendo a principi e signori locali di realizzare loro piccole entrate nel corteo.[67]
- 1648: La "Gioiosa Entrata" dell'arciduca Leopoldo d'Austria ad Anversa venne coordinata da Gevartius, il quale curò l'iconografia dell'evento e poi la pubblicò. Piuttosto che archi tridimensionali e tableaux, le allegorie vennero solo disegnate su schermi strategicamente piazzati.[68]